# PGC 212660
LEDA/PGC 212660 ist eine Galaxie im Sternbild Walfisch südlich der Ekliptik. Sie ist schätzungsweise 2 Milliarden Lichtjahre von der Milchstraße entfernt.
Im selben Himmelsareal befindet sich u. a. die Galaxie NGC 391.